# Bucolo di Smirne
Bucolo di Smirne (fl. I secolo) è stato un vescovo e santo greco antico.
Discepolo di Giovanni apostolo ed evangelista, fu da lui consacrato vescovo di Smirne. Prima di morire nominò come suo successore Policarpo di Smirne.